# アルチェトリ天文台
アルチェトリ天文台（L'Osservatorio Astrofisico di Arcetri）はイタリアの天文台である。INAF (Istituto Nazionale di Astrofisica)が運営している。北緯43°45'14.4"西経11°15'19.2"のフィレンツェのアルチェトリ地区にある。
1864年にジョヴァンニ・バッティスタ・ドナティによって新しい天文台の建設が提案され、1872年10月27日に完成した。エルンスト・テンペルやジョヴァンニ・スキアパレッリがこの天文台で観測をおこなった。
理論研究や観測が行われる一方、6.5 mMMT望遠鏡などの 多くの大型望遠鏡プロジェクトに貢献した。